# Carl Ferdinand Rasmussen
Carl Ferdinand Rasmussen (15. juni 1831 i København – 6. april 1903) var en dansk historicistisk arkitekt.
C.F. Rasmussen var søn af skomager, senere rodemester, Peter Christian Rasmussen og Ane Kirstine f. Møller og blev født i København. Han fik uddannelse som tømrer fra 1845 (blev svend 1849) og gik samtidig på Kunstakademiet, hvor han blev optaget i oktober 1845. Han tegnede et par år hos M.G. Bindesbøll og vandt Akademiets store sølvmedaille 1854. 1857-58 foretog han en længere studierejse til Frankrig og Italien. Rasmussen har ikke bygget meget i Danmark, hans betydeligste arbejde er Det Kongelige Vajsenhus' bygning i København, 1873-74, men har udfoldet en betydelig virksomhed i Sydsverige. Her kan nævnes bygningerne ved Ronneby Bad, 1872-74, Landstadsembetshuset for Malmøhus Len, 1878, Kramers Hotel i Malmø, 1878-79, herregården Snogeholm for grev Piper, 1879-81, og flere andre herregårde. Ved udstillingen i Malmø 1896 fik han sølvmedaille for opfindelsen af en malerfarve til at stryge på våde vægge.
C.F. Rasmussen var en af de få, der forsøgte at fortsætte Bindesbølls friere retning, f.eks. i villaen Ingemannsvej 2 og Skomagerstiftelsen Gasværksvej 25-27 med den karakteristiske snoede pinakel i gavlen. Vajsenhuset er en rødstensbygning, der nærmest var påvirket af J.D. Herholdts Nationalbank. To af hans bygninge er fredet.
Han ægtede 1860 Thora Emilie Oldenstedt (1832-1871) og 1874 sit søskendebarn Mine Augusta Rasmussen (f. 17. marts 1840), datter af skomagermester Niels Rasmussen og Johanne Margrethe f. Mouritzen.

## Værker
- Skomagersvendebroderskabets Stiftelse, Gasværksvej 25-27/Istedgade 31, København (1858, fredet 1992 og restauret)
- Villaer, Ingemannsvej 2 (1866, nedrevet), 6 (1866, tilbygning 1878), 11 (nedrevet), 12 (1867, nedrevet), og 14 på Frederiksberg
- Gehejmearkivar Caspar Frederik Wegeners biblioteksbygning, Vesterbrogade 60, København (1867, fredet 1981)
- Bygninger ved Ronneby Brunn, Blekinge (1873-74)
- Det Kongelige Vajsenhus, Nørre Farimagsgade 51, København (1874-75, 1. præmie i konkurrence)
- Länsstyrelsens kancellibygning, Adelgata, Malmø (1877)
- Ejendom med pigeskole, Slottsgata 10, Malmø (1877)
- Hotel Kramer, Malmø (1878-79)
- Flere herregårde i Skåne og Blekinge, bl.a. Snogeholm (1879) og Skoghult (1879-81).